# عقدة شريط إيطاليا
عقدة شريط إيطاليا هي حلية الزينة الوطنية الخاصة بإيطاليا. تُربط العقدة من خلال ثني شريط أخضر وأبيض وأحمر على شكل لفافة مجعدة باستعمال أسلوب يدعى التغضين الموازي. تعد العقدة واحدة من رموز إيطاليا الوطنية، وتتكون من الألوان الثلاثة المؤلفة للعلم الإيطالي. يتوسط اللون الأخضر المركز ويليه اللون الأبيض في المنتصف ويتبعه اللون الأحمر من الخارج. كانت العقدة رمزًا ثوريًا للانتفاضات العديدة التي أفضت إلى التوحيد الإيطالي. ارتدى العديد من القوميين العقدة ثلاثية الألوان على ملابسهم وقبعاتهم خلال تلك الفترة من التاريخ الإيطالي، وذلك حين حققت شبه الجزيرة الإيطالية الوحدة القومية، وهو ما تتوج بإعلان قيام مملكة إيطاليا بتاريخ 17 مارس عام 1861. حلت هذه العقدة محل العقدة اللازوردية التي زينت زي بعض فصائل الجيش الملكي السرديني (الذي أصبح الجيش الملكي الإيطالي في عام 1861) بتاريخ 14 يونيو عام 1848. غدت العقدة حلية الزينة الوطنية في اليوم الذي صادف تاريخ تأسيس الجمهورية الإيطالية في 1 يناير عام 1948.
ظهرت العقدة الإيطالية ثلاثية اللون للمرة الأولى في جنوة بتاريخ 21 أغسطس عام 1789، وصاحب ذلك ظهور الألوان القومية الثلاثة الخاصة بإيطاليا. اعتمد الفيلق اللومباردي في ميلانو أول راية عسكرية ثلاثية الألوان بعد سبع سنوات من ذلك في يوم 11 أكتوبر عام 1796. ترجع أصول نشأة العلم الإيطالي إلى يوم 7 يناير عام 1797، أي بعد مضي ثمانية أعوام من على ذلك. وهكذا أصبح أول علم وطني لجمهورية إيطالية ذات سيادة ألا وهي جمهورية تشيسبادانا.
تعد العقدة الإيطالية ثلاثية الألوان واحدة من رموز القوات الجوية الإيطالية، إذ يشيع استخدامها على جميع الطائرات الحكومية الإيطالية سواء أكانت عسكرية أم مدنية. كذلك تستعمل العقدة كالإفريز الرئيسي في عروض فرق سلاح رماة القناصة وألوية الخيالة وحرس الجمارك. تخاط نسخ مماثلة من العقدة على قمصان لاعبي الأندية الرياضية الحاصلة على كأس إيطاليا والمنظمة ضمن مجموعة مختلفة من الفرق الرياضية الوطنية. يعد ارتداء العقدة ثلاثية الألوان على السترات التي يرتديها أهم المسؤولين في الدولة -عدا رئيس الجمهورية الإيطالية- خلال العرض العسكري الذي يقام احتفالًا بيوم الجمهورية في يوم 2 يونيو من التقاليد المعمول بها.

## لمحة تاريخية

### الممهدات
ظهرت العقد العسكرية لأول مرة في أوروبا خلال القرن الخامس عشر. استعملت جيوش الدول الأوروبية هذه العقد للدلالة على جنسية جنودهم وتمييز حلفائهم عن أعدائهم. استوحت هذه العقد الأولى من الأشرطة الملونة المميزة والربطات التي استعملها الفرسان إبان العصور الوسطى المتأخرة في الحروب والبطولات على حد سواء، والتي أحرزت نفس الغرض المراد منها ألا وهو التمييز ما بين الخصوم والزملاء من الجند.
غالبًا ما قام القوميون الذين شاركوا في الانتفاضات التي تمخض عنها توحيد إيطاليا بارتداء العقدة الإيطالية ثلاثية الألوان، والتي أصبحت في ما بعد رمزًا ثوريًا دون منازع، وذلك إبان الانتفاضات الثورية التي شهدتها البلاد خلال القرنين الثامن عشر والتاسع عشر. شاركت عدة حركات اجتماعية بالتوحيد الذي أدى إلى توطيد الوحدة السياسية والإدارية لشبه الجزيرة الإيطالية خلال القرن التاسع عشر. ولهذا السبب تعتبر العقدة رمزًا من رموز إيطاليا الوطنية.
كانت السمة الرئيسية التي ميزت العقدة الإيطالية ثلاثية الألوان وغيرها من حلي الزينة المماثلة التي صنعت خلال نفس الفترة في دول أخرى، هو قدرة المرء على رؤيتها بوضوح، وهو ما أتاح الجزم في الأفكار السياسية للشخص الذي كان يرتديها.
استوحيت العقدة الإيطالية ثلاثية الألوان من العقدة الفرنسية ثلاثية الألوان. وبالمثل فإن علم إيطاليا استوحي من نظيره الفرنسي الذي اعتمدته الثورة الفرنسية كعلم على السفن الحربية التابعة للبحرية الفرنسية في خريف عام 1790. كذلك استوحيت الأعلام الأوروبية الأخرى ثلاثية الألوان من العلم الفرنسي نظرًا لارتباط الأخير بمثل الثورة.
ترجع أصول العقدة الفرنسية ثلاثية الألوان إلى عهد الثورة، وأصبحت بمرور الوقت من الرموز الدالة على التغيير. انتقل الإيحاء المنوط بالتغيير الذي حملته العقدة الفرنسية ثلاثية الألوان إلى إيطاليا عابرًا جبال الألب، ومعه انتقلت جميع قيم الثورة الفرنسية التي نادت بها الحركة اليعقوبية ومن جملتها المثل الداعية إلى التجديد الاجتماعي، والتي مثلت أساس الدعوة إلى اعتماد إعلان حقوق الإنسان والمواطن في عام 1789. كذلك نادت هذه المثل بالتغيير السياسي في وقت لاحق، وجاء ذلك بالترافق مع أولى الحركات الثورية الوطنية الساعية نحو إحقاق حق تقرير المصير الوطني، والتي أفضت إلى توحيد شبه الجزيرة الإيطالية في وقت لاحق.
ظهر رمز العقدة الفرنسية ثلاثية الألوان قبل يومين من اقتحام سجن الباستيل في يوم 12 يوليو عام 1789، وذلك حين توجه الصحفي الثوري كامي ديمولان إلى المحتجين -وهو يحث الحشد الباريسي على التمرد- سائلًا إياهم عن اللون الذي ينبغي اعتماده رمزًا للثورة الفرنسية، مقترحًا اللون الأخضر الدال على الأمل أو اللون الأزرق الذي رفعته الثورة الأمريكية كرمز للحرية والديمقراطية. رد المتظاهرون عليه هاتفين «الأخضر! الأخضر! نريد عقد خضراء!»، ومن ثم أمسك ديمولان بورقة شجر خضراء من الأرض ووجهها نحو قبعته كعلامة مميزة للثوار.
سرعان ما أسقِط اللون الأخضر الذي ميز العقدة الفرنسية التقليدية مقابل اعتماد اللونين الأزرق والأحمر واللذين يعدان من الألوان القديمة التي رمزت إلى مدينة باريس. كذلك كان اللون الخاص بشقيق الملك وكونت أرتوا الذي اعتلى العرش بعد الاسترداد الأول تحت لقب شارل العاشر ملك فرنسا. اكتمل رمز العقدة الفرنسية بعد إضافة اللون الأبيض عليه في يوم 17 يوليو عام 1789. يشير الأبيض إلى اللون الذي اعتمده آل بوربون، وذلك تكريمًا للويس السادس عشر ملك فرنسا، والذي ظل معتليًا سدة الحكم رغم الانتفاضات العنيفة التي هزت البلاد؛ أبطل العمل بالنظام الملكي الفرنسي في ما بعد بتاريخ 10 أغسطس عام 1792.

## أول عقدة إيطالية ثلاثية اللون
ظل الاعتقاد الشائع أن المتمردين الفرنسيين رفعوا العلم الأخضر والأبيض والأحمر قائمًا في إيطاليا خلال الأسابيع الأولى من الحقبة الثورية. لذلك لجأ المتمردون الإيطاليون إلى استعمال هذه الألوان كتقليد بسيط للاحتجاجات التي شهدتها فرنسا والتي رمت -في كلا البلدين- إلى بلوغ نفس الأهداف ألا وهي تحقيق ظروف معيشية أفضل والحصول على الحقوق المدنية والسياسية التي لطالما أنكرتها الأنظمة المطلقة. خلقت الصحف الإيطالية آنذاك لغطًا حول وقائع الاضطرابات الفرنسية، وتحديدًا من خلال إغفالها لخبر إسقاط اللون الأخضر والاستعاضة عنه باللونين الأزرق والأحمر، وبالتالي نقل الخبر الخاطئ الذي أفاد أن العلم الفرنسي ثلاثي الألوان تألف من الأخضر والأبيض والأحمر.
ترسخ اللغط حول ألوان العقدة الفرنسية بين المتظاهرين نظرًا لعدم مسارعة الصحف إلى تصويب الخطأ على الفور، وذلك على الرغم من صدور نحو ثمانين صحيفة في إيطاليا في ذاك الوقت، ومن بينها خمسة صحف صدرت في مدينة ميلانو. اتسمت المعلومات المنشورة بالتناقض في بادئ الأمر. فمثلًا، أفادت جريدة لا ستافيتا دي شافوزا الميلانية أن العقدة الفرنسية الخضراء تكونت من أوراق شجر ليتغير الخبر في اليوم التالي ويتحدث عن عقدة حمراء وبيضاء اللون (بدلًا من زرقاء وحمراء).
كذلك أثارت الصحف لغطًا بخصوص العقدة الفرنسية الزرقاء والبيضاء والحمراء النهائية التي ظهرت لاحقًا في يوم 17 يوليو. ومثال على ذلك ما أوردته صحيفة إل كوريريه دي غابنيتو التي تحدثت عن انحصاره على اللونين الأحمر والأزرق أو ما أوردته صحف أخرى على غرار صحيفة لا غازيتا إنشكلوبيديا دي ميلانو عن كونه مؤلف من اللونين الأبيض والوردي. أما المعلومات الأكثر دقة التي أوردتها كافة الصحف الإيطالية في ما بعد فنقلت بصورة سليمة أن العقدة الفرنسية تألفت من ثلاثة ألوان، غير أنهم أخطأوا في تحديد ماهية هذه الألوان على أنها الأخضر والأبيض والأحمر.